# Dębina (osada w powiecie malborskim)
Dębina – osada w Polsce położona w województwie pomorskim, w powiecie malborskim, w gminie Nowy Staw.